# Момент истины (телепрограмма)
«Моме́нт и́стины» — авторская программа российского журналиста Андрея Караулова, выходившая с 1992 по 2016 год на четырёх телеканалах.
Темы программы — злободневные для России проблемы: коррупция в высших эшелонах власти, политические темы, часто затрагиваются острые социальные вопросы: вырождение нации, наркомания, преступность и др.
В программе Андрей Караулов брал интервью у известных политиков, писателей, артистов, деятелей культуры, специалистов из разных областей.
С 2016 года программа перестала выходить на ТВ, но продолжила публикации на YouTube-канале. В 2018 году Андрей Караулов покинул «Момент истины», а главным ведущим программы стал адвокат Фёдор Трусов. Также к команде программы присоединился ряд колумнистов.

## История

### 1992—1997
Программа впервые вышла 5 апреля 1992 года на РТР и выходила на этом канале до 20 сентября 1997 года. Председатель ВГТРК Олег Попцов, его заместитель Сергей Скворцов и координатор отдела спецпроектов РТР Павел Корчагин пригласили на роль ведущего газетного журналиста Андрея Караулова. В первоначальном формате передачи в её основе лежала беседа Караулова с одним известным общественным, политическим или культурным деятелем, неизменно начинавшаяся с подробной биографической справки интервьюируемого. Одними из первых гостей программы были митрополит Питирим, Майя Плисецкая и Геннадий Бурбулис. За всю свою историю существования передача завершалась демонстрацией титров с указанием всей съёмочной группы (без перечисления их должностей: режиссёр, оператор и т. д.).
10 июля 1992 года радиостанция «Маяк» сообщила, что руководство ВГТРК запретило показ передачи с арестованным вице-президентом распавшегося СССР Геннадием Янаевым по той причине, что «исповедь бывшего вице-президента не заинтересует телезрителей». В часовом интервью, снятом в мае 1992 года, Янаев рассказал о событиях 19 августа 1991 года. Например, что документы ГКЧП разрабатывались по поручению Михаила Горбачёва: в апреле 1991 года президент СССР дал команду КГБ, МВД и армии подготовить документы на случай введения чрезвычайного положения, которые затем легли в основу программы действий ГКЧП, и что его сердце «не может успокоиться, что погибли трое ребят». Андрей Караулов сказал корреспонденту газеты «Коммерсантъ», что Олег Попцов пошёл на запрет, поскольку «не хочет портить отношения с правыми», и припомнил трудности с эфиром для своих передач, где фигурировали журналист Александр Невзоров и бывший председатель Совета Министров СССР Николай Рыжков. Горбачёв по решению руководства ВГТРК также выпал из списка будущих собеседников Караулова. По мнению Олега Попцова, несколько бесед Караулов «провёл очень недурно», но передача с Янаевым «слабая, ответы узника банальны, а сам автор повторяется в вопросах». Поэтому необходимо «больше заниматься режиссурой, искать новые ходы и пахать». Вместе с тем Попцов косвенно подтвердил корреспонденту «Коммерсанта», что вопрос о эфире передачи зависит не только от её художественных достоинств: «После всплеска активности коммунистов на Конституционном суде и неожиданного заявления на Верховном Совете России об освобождении всех участников ГКЧП демократам не стоит выкладывать карты в руки правым такими передачами».
С 1993 по 1997 год производством программы занимался первый в истории отечественного телевидения продюсерский центр «Московский стиль», продюсер Алексей Борисович Митрофанов.
5 августа 1997 года по решению руководства ВГТРК снята с эфира передача, в которой Сергей Благоволин критически оценивал методы управления ОРТ и информационную политику первого канала. В частности, Благоволин был не согласен с критикой деятельности Юрия Лужкова. 16 августа 1997 года Благоволин ушёл в отпуск, подав заявление об увольнении с поста гендиректора ОРТ. 13 ноября 1997 года гендиректором ОРТ утверждена Ксения Пономарёва.

### 1998—1999
С 7 сентября 1998 по 10 ноября 1999 года программа «Момент истины» выходила на канале ТНТ в формате ток-шоу. Теперь Караулов вместе с приглашёнными гостями в студии (это могли быть члены правительства, неравнодушные граждане и общественные деятели) обсуждал важнейшие проблемы современной жизни. Старые структуру и формат «Момента истины» с 1998 по 2006 год использовала авторская программа-интервью Караулова «Русский век», выходившая сначала на НТВ, а с 2000 года перешедшая на ТВЦ.

### 2000—2016
С 27 февраля 2000 года передача выходила на канале ТВЦ (с 2006 — «ТВ Центр») в формате авторской программы на одну конкретную тему, по воскресеньям вечером, с 2006 года — по пятницам или понедельникам вечером. Являлась одним из самых рейтинговых проектов телеканала. Кроме того, «Момент истины» в период выхода на канале ТВЦ неоднократно попадал в топ-100 популярных программ за неделю. В это же время программа и отдельные её сюжеты часто подвергались критике и служили поводом для судебных разбирательств, в том числе и со стороны российских политических деятелей.
В 2007 году Следственным комитетом Российской Федерации было возбуждено уголовное дело о незаконной прослушке в том числе ведущего передачи Андрея Караулова.
В начале октября 2010 года руководство «ТВ Центра» заявило о прекращении отношений с компанией-производителем телепередачи ООО «Стратегия века»: «это решение — вынужденная последняя мера телеканала в ответ на постоянные грубые и демонстративные нарушения производителем подписанного договора, общепринятых норм профессиональной журналистской этики». До этого 20 сентября телеканал заменил фильм об отставке Юрия Лужкова с поста мэра Москвы и анализе ряда телепрограмм (вроде фильма НТВ «Дело в кепке»), негативно оценивающих деятельность московских властей, программой с критикой главы КПРФ Геннадия Зюганова. Информация о передаче в тот же день была убрана с сайта телеканала. По словам Караулова, решение об уходе он принял самостоятельно.
Вещание программы было возобновлено 6 июня 2011 года на «Пятом канале», при этом она стала выходить раньше, а её продолжительность увеличилась. На канале ТНВ в январе 2012 года повторялись старые выпуски.
В августе 2013 года Евгений Ройзман планировал подать в суд на программу, обвинявшую его в связях с этническими ОПГ. В свою очередь Караулов готовил иск из-за эпитета «заезженная проститутка», которым его охарактеризовал Ройзман в своём ЖЖ.
29 августа 2013 года сайт передачи подвергся кибератакам.
4 сентября 2013 года глава партии ЛДПР Владимир Жириновский отправил правительственную телеграмму губернатору Свердловской области с информацией о проверке Евгения Ройзмана правоохранительными структурами.
На 10 сентября 2013 года был запланирован большой гала-концерт. Местом проведения был выбран Государственный Кремлёвский дворец. Концерт был посвящён 20-летию программы и 55-летию Андрея Караулова. После концерта его посетитель журналист Павел Каныгин написал отчёт в «Новой газете», позже его цифровая версия пропала с её сайта.
В апреле 2014 года сайт программы был зарегистрирован в Роскомнадзоре в качестве электронного СМИ.
26 декабря 2016 года вышел последний выпуск программы на «Пятом канале» по причине того, что Андрей Караулов не подписал договор с телеканалом на 2017 год. Это связывали с приходом на телеканал нового генерального директора Юрия Шалимова (в 2004—2013 годах — директор Дирекции правового вещания НТВ, выпустившей фильмы серии «Анатомия протеста»), финансовыми спорами или неоднозначной подборкой тем, которые вызывали недовольство Кремля. К примеру, 12 декабря вышла программа, посвящённая покушениям на Владимира Путина (выпуск занял восьмую строчку в рейтинге самых популярных передач на «Пятом канале» с рейтингом 1,8 % и долей 8,8 %), а на видеоканале передачи на YouTube были выложены 10 фильмов из проекта Караулова «Россия Владимира Путина», который не был одобрен телеканалом. В 2017 году Караулов в одном из интервью допускал возможность своего возвращения на канал «ТВ Центр», где программа выходила на протяжении десяти лет, невзирая на невысокие рейтинги этого канала.
В октябре 2019 года издательский дом «Момент истины» и его главный редактор Евгений Гнеушев были оштрафованы на 200 тыс. руб. по административной статьей о ложных новостях (ч. 9 ст. 13.15 КоАП). Поводом для составления протокола стали видеоролики, один из которых назывался «Срочно! В России готовит революцию Майдан» о протестах в Москве и гиперссылки на них. В ноябре Хорошевский районный суд Москвы отменил решение мирового суда, дело было направлено на новое рассмотрение.

## Особенности программы
Исследователь Н. В. Бергер в 2005 году на основе анализа выпусков «Момента истины» отметил следующие её особенности:
- собеседников Караулова можно разделить на две группы — «эксперты» и «очевидцы». К «экспертам» относятся представители науки, чиновники (в том числе и бывшие), общественники (авторитетные в обществе лица, которые интересны не обладаемой информацией, а своими оценками), политики. «Очевидцев» Бергер разделил на представителей пострадавшей стороны и представителей стороны, в чей адрес звучат обвинения в программе. Деление это условное. Один человек мог быть «экспертом» в одной передаче и «очевидцем» в другой;
- использование прямых вопросов («в лоб»). Например, в передаче от 20 октября 2002 года Караулов спросил собеседника, готов ли тот «сейчас, глядя в камеру, всей стране сказать» кто из его (собеседника) коллег в Твери ему (собеседнику) эту «лабуду, простите за слово» говорил. В тот раз (как и почти всегда) прямой вопрос не сработал — получить конкретный ответ Караулов не смог. Н. В. Бергер предположил, что целью прямых вопросов является давление на собеседника, а также придание «остроты» телеинтервью;
- у «экспертов» Караулов пытался с помощью вопросов выяснить для зрителя смысл сказанного экспертом в понятной для неспециалиста форме. Поэтому задает вопросы типа — «как это — бесконечно долго?», «где патока вместо сахара?» и тому подобное;
- Караулов любил переспрашивать, повторяя с вопросительной интонацией последнее слово собеседника;
- наличие одних и тех лиц, которые появлялись из выпуска в выпуск. Бергер предположил, что, возможно, Караулов одно интервью делил на несколько выпусков;
- «общественники» играли «декоративную» роль. Как правило, они никакой фактической информации не давали. Однако мнение «общественника» делало слова Караулова более весомыми;
- «очевидцев» опрашивал как сам Караулов (как лично, так и по телефону), так и корреспонденты программы, имена которых не назывались. Вопросы «очевидцам» задавались короткие. Наиболее острые вопросы Караулов задавал по телефону.

## Критика
В августе 1993 года на РТР вышел выпуск «Парламентского часа», где Андрей Караулов был подвергнут критике за цензурирования интервью вице-президента Александра Руцкого, в котором тот комментировал обвинения в коррупции в свой адрес со стороны Дмитрия Якубовского.
В выпуске «Момента истины» от 3 ноября 2002 года первый заместитель председателя Госдумы Любовь Слиска (она была частой гостьей на программе) сказала следующее: 

Я смотрю вашу передачу всегда очень внимательно, особенно, когда включается траурная музыка и хочется сразу лечь в гроб, положить вот так руки и умереть. Думаешь, ну всё…
Бывший депутат Государственной думы Юрий Воронин:

В 1993 г. «Момент истины» А. Караулова не мог обойти скандальную тему «траста А. Руцкого», тем более что её ведущий был одним из тех, кто причастен к доставке «липы» в Россию. Десять лет спустя, в 2003 г., когда я смотрю авторские передачи Андрея Караулова «Момент истины», в которых он с государственных, а порой прямо-таки социалистических позиций вскрывает пороки либеральных «реформ», клеймит «олигархов» во главе с Чубайсом, так и хочется воскликнуть словами известной песни: «Где ж ты раньше был?»— 
30 мая 2005 года Большое жюри Союза журналистов России приняло решение № 44 «Об обращении обозревателя „Новой газеты“ Л. В. Никитинского по поводу авторской телепрограммы А. В. Караулова „Момент истины“ с участием журналиста А. Е. Хинштейна», в котором, в частности, отмечалось, что «право журналиста на свободу выражения мнений не означает свободу тенденциозного использования фактов в угоду занятой позиции» и что слова о «купленных присяжных заседателях» в авторской телепрограмме журналиста А. Караулова «Момент истины» не отвечают требованиям Европейской Конвенции о защите прав человека и основных свобод в части «обеспечения авторитета и беспристрастности правосудия».
Факт наличия в разных «Моментах истины» одних и тех же лиц заметил известный российский журналист Владимир Кара-Мурза-старший. По его мнению, Караулов делил на несколько передач куски из интервью с философом Игорем Чубайсом, которое было записано в 2009 году. Вырванные из контекста реплики Чубайса в течение следующих пять лет могли попадать в совершенно разные передачи на широкий спектр тем.
Общественная коллегия по жалобам на прессу своими решениями дважды (в 2009 и 2010 годах) делала вывод, что авторская телепрограмма А. Караулова «Момент истины» не может быть оценена с точки зрения требований профессиональной журналистской этики, поскольку не является, в строгом смысле слова, журналистикой.

## Судебные тяжбы
30 сентября 1993 года Свердловский суд Москвы удовлетворил иск вице-президента России Александра Руцкого к ВГТРК и журналисту Андрею Караулову о защите чести и достоинства и возмещении морального ущерба. Руцкой обратился в суд в связи с тем, что в одной из своих передач Караулов сказал, что в Афганистане Руцкой сам сдался в плен. Караулов признал иск, а ВГТРК отказалась взять на себя ответственность за его выступление, так как это была авторская передача Караулова. Суд обязал журналиста извиниться в эфире, а также выплатить Руцкому 1 млн рублей. По данным истца, 9 августа 1993 года в программе российского канала «Момент истины» её ведущий Андрей Караулов в беседе с главным редактором газеты «Московский комсомолец» Павлом Гусевым сказал, что Руцкой, «подняв руки вверх, сдался моджахедам».
9 сентября 2009 года Таганский районный суд г. Москвы рассмотрел в открытом судебном заседании дело по иску депутата Госдумы Виктора Илюхина к Андрею Караулову, выступившему в телепередаче 2 февраля того же года с обвинениями Илюхина в содействии хабаровским «ворам в законе» и получении от них крупной взятки. В принятом решении суд признал эти обвинения «не соответствующими действительности, порочащими честь, достоинство и деловую репутацию Виктора Ивановича Илюхина» и обязал Караулова их опровергнуть. Кроме того, суд постановил взыскать с Караулова в пользу Илюхина компенсацию морального ущерба в размере 50 тысяч рублей.
8 апреля 2010 года Решением № 44 Общественная коллегия по жалобам на прессу удовлетворила жалобу председателя ЛДПР Владимира Жириновского на А. Караулова. Было выявлено, что в сюжетах, посвящённых Жириновскому, присутствуют «явные признаки информационной атаки», имеет место «немотивированное обращение к давно исчерпавшим себя скандальным темам, искусственная привязка объекта атаки к посторонним событиям по принципу „всяко лыко в строку“, представление архивных видеокадров в качестве актуальных». Подобные методы подготовки телевизионной программы «Момент истины» уже были признаны противоречащими журналистской этике и общепринятым представлениям о профессиональной миссии в решении «О жалобе председателя Правления Всероссийского музыкального общества А. И. Жидкова на автора и ведущего программы „Момент истины“ на телеканале ТВЦ А. В. Караулова» от 29 мая 2008 года № 19.
5 мая 2014 года председатель совета директоров инвестиционного холдинга ФИНАМ Виктор Ремша подал в арбитражный суд Москвы новый иск к телерадиокомпании «Петербург», телевизионной передаче «Момент истины» (ООО «Стратегия века») и телеведущему Андрею Караулову. 3 сентября 2014 года Виктор Ремша выиграл иск. Арбитражный суд г. Москвы обязал Караулова Андрея Викторовича, ОАО «Телерадиокомпания „Петербург“» и ООО «Стратегия Века» опровергнуть ложные сведения в эфире телеканала «Петербург-5 канал» в телепередаче «Момент истины» и постановил взыскать с них в пользу Ремши Виктора Михайловича в счёт компенсации морального вреда сумму в размере 1,5 млн рублей.